# Dennis McCarthy
Dennis McCarthy, född 1945, är en ASCAP- och Emmy Award-prisbelönt kompositör. Han har mest skapat musik för TV-program och filmer producerade i USA.

## Biografi
MacCarthy har producerat musikintron och annan musik till TV-serier, såsom Star Trek: Deep Space Nine, Star Trek: The Next Generation, Star Trek: Voyager, Star Trek: Enterprise, The Twilight Zone (nypremiär 1985), MacGyver, Sliders och Dawson's Creek.
Förspel till filmer: Night of the Demon, Off the Wall, McHale's Navy (1997-makeover), och Star Trek: Generations.
McCarthy producerade albumet Ol' Yellow Eyes Is Back tillsammans med Star Trek-albumet Brent Spiner.
McCarthy har tilldelats 18 stycken ASCAP-prisbelöningar, och en Emmy, tillsammans med nio andra Emmy-nomineringar för hans Star Trek-relaterade arbete, och en Emmy för musik på 63rd Academy Awards, den 63e Academy Awards-nomineringen (på svenska).